# Parohinka spinosa
Parohinka spinosa är en insektsart som beskrevs av Webb 1981. Parohinka spinosa ingår i släktet Parohinka och familjen dvärgstritar. Inga underarter finns listade i Catalogue of Life.